# Paul Emsley

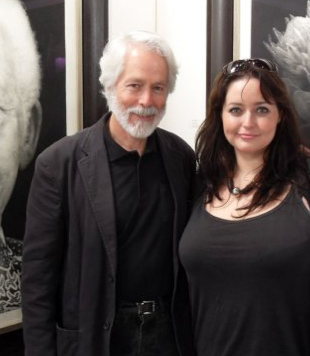
Paul Emsley und seine Tochter Katherine

Paul Emsley (* 25. August 1947 in Glasgow) ist ein schottischer Künstler.

## Leben
Emsley wuchs in Südafrika auf und zog erst 1996 ins Vereinigte Königreich.
Im Jahre 2012 erhielt er den Auftrag, das offizielle Porträt von Catherine, Duchess of Cambridge zu malen, welches er in dreieinhalb Monaten fertigstellte. Es stieß bei und nach seiner Eröffnung auf einige Kritik. Die Schriftstellerin Hilary Mantel meint etwa, der Blick der Herzogin sei „tot,“ sie trage zudem das angestrengte Lächeln einer Frau, die dem Maler eigentlich gerne sagen würde, dass er sich zum Teufel scheren soll („her eyes are dead and she wears the strained smile of a woman who really wants to tell the painter to bugger off“).

## Auszeichnungen
- UWE. Drawing Prize. RWA Autumn Exhibition. 2008.
- BP Portrait Award. First Prize. 2007.
- Silver Award for Works on Paper. British Interior Design Association. Art London 2005.
- UWE Drawing Prize. RWA Autumn Exhibition 2004.
- 3rd Prize; Singer & Friedlander Sunday Times Watercolour Competition 2003
- 1st Prize; Singer & Friedlander Sunday Times Watercolour Competition 2002
- 3rd Prize; Singer & Friedlander Sunday Times Watercolour Competition 2001.
- Commended; RWA 1st Painting Open 2001.
- Bovis-Architects Journal Special Award; Royal Academy Summer Exhibition 2000.
- Merit Award; Standard Bank National Drawing Competition 1987.